# Саут-Тоттенгем (станція)
51°34′49″ пн. ш. 0°04′19″ зх. д. / 51.5802° пн. ш. 0.072° зх. д.
Саут-Тоттенгем (англ. South Tottenham) — станція London Overground лінії Gospel Oak to Barking. Розташована за 9.4 км від станції Сент-Панкрас, у 3-й тарифній зоні, у районі Севен-Сістерз. В 2017 році пасажирообіг станції склав 0.749 млн осіб
- 1 травня 1871: станцію відкрито у складі Tottenham and Hampstead Junction Railway, як 'Саут-Тоттенгем-енд-Стамфорд-Гілл'.

## Пересадки
- У кроковій досяжності знаходиться залізнична та метростанція Севен-Сістерз
- на автобуси London Buses маршрутів 76, 149, 243, 318, 349, 476 та нічний маршрут N73.